# Rødvig Station
Rødvig Station er en dansk jernbanestation i Rødvig.

## Ny Rødvig Station
I 2020 blev der indgået en aftale mellem Stevns Kommune og Region Sjælland om at flytte Rødvig Station fra dens daværende placering til et område nord for Vemmetoftevej. Formålet med flytningen er at stationen er placeret et mere centralt sted i byen og at frigøre arealer ved den gamle station til anden anvendelse.
Der har længe været ønske om at flytte Rødvig Station til en anden placering i byen. I 1978 blev der udarbejdet en helhedsplan for byen, hvori det blev nævnt, at der var en langsigtet plan om at flytte stationen til en nordligere placering.
Den gamle Rødvig station nær havnen blev sidste gang betjent 28. februar 2024. Den nye Rødvig station længere mod nord blev betjent første gang 9. september 2024. 